# 双岗停车场
双岗停车场位于中国广东省广州市黄埔区红山街道富达路与信华路交叉口东北侧，是广州地铁5号线的车辆基地。

## 基本信息
双岗停车场呈东西走向，占地面积约11.2万平方米，其中盖体工程总建筑面积约6.77万平方米，由桩基、承台、立柱及盖板构成。双岗停车场以运用库为主体，自南往北依次设有三月检线1列位，停车列检线24列位，另设有镟轮、材料装卸、洗车等功能。

## 历史
- 2021年8月，双岗停车场综合楼封顶[1]。
- 2022年11月，双岗停车场盖体工程封顶[3]。
- 2023年8月，双岗停车场及五号线东延段全线轨行区的“三权”移交至运营单位[4]。